# Golina (przystanek kolejowy)
Golina − przystanek kolejowy w Golinie, w Polsce, w województwie wielkopolskim, w powiecie jarocińskim. Znajduje się on na linii kolejowej numer 281 Oleśnica-Chojnice. Obecny układ torowy uniemożliwia mijanie się składów. Przystanek osobowy użytkowany jest w ruchu pasażerskim. Obsługę zapewniają Przewozy Regionalne-zatrzymują się tutaj pociągi Regio z/do Wrocławia, z/do Krotoszyna, z/do Poznania.

## Ruch pasażerski
| Rok  | Wymiana pasażerska na dobę |
| ---- | -------------------------- |
| 2017 | 0-9                        |
| 2022 | 0-9                        |